# Cazoo
Cazoo est un détaillant de voitures en ligne britannique basé à Londres, en Angleterre et fondé en 2018 par Alex Chesterman.

## Histoire
Cazoo est fondé en 2018 par un entrepreneur britannique Alex Chesterman et lance une plateforme de vente en ligne de voitures d'occasion en décembre 2019, qui devient son activité principale,.
En 2021, Cazoo se développe à l'international en lançant son marché en ligne de voitures d'occasion en Allemagne et en France. En mars 2021, Cazoo annonce son introduction en Bourse à New York, avec une valorisation de 7 milliards de dollars, en ayant recours à un SPAC (Special Purpose Acquisition Company).
En janvier 2022, la société acquiert le premier détaillant italien de voitures en ligne Brumbrum et en mai 2022, Cazoo annonce le lancement de sa plateforme en Espagne.
En juin 2022, Cazoo annonce la suppression de 750 emplois au Royaume-Uni et en Europe, soit environ 15% de ses effectifs.

## Sponsoring
Depuis février 2021, Cazoo est le sponsor principal de l'Aston Villa FC. Ils sont également le sponsor du Derby d'Epsom, des Oaks d'Epsom, de la Coronation Cup à Epsom et des St. Leger Stakes.
En février 2021, Cazoo signe un accord pluriannuel avec le World Snooker Tour en tant que sponsor principal des événements de la Cazoo Cup, à savoir le Grand Prix mondial de snooker, le Championnat des joueurs de snooker et le Championnat du circuit de snooker. Cela est ensuite étendu au Championnat du Royaume-Uni de snooker et aux Masters de snooker, puis au Championnat du monde de snooker,.
En juin 2021, Cazoo conclut un partenariat pluriannuel avec le circuit de golf du PGA European Tour qui impliquait le sponsoring de deux tournois, qui ont été renommés Cazoo Open et Cazoo Classic. Il devient partenaire principal de l'Open de France en 2022.
À partir de la saison 2022/2023, il est annoncé que Cazoo deviendrait le nouveau sponsor principal des clubs de football de l'Olympique de Marseille, le Valence CF, le SC Fribourg, le LOSC Lille, le Bologne FC et la Real Sociedad.